# Frank Keeping
Frank Keeping (Pennington, Hampshire, 11 d'agost de 1867 – Lymington, 21 de febrer de 1950) va ser un ciclista britànic que va prendre part en els Jocs Olímpics d'Atenes de 1896.
Va participar en les curses de velocitat (333 m) i de les 12 hores. En aquesta darrera prova va ser un dels dos ciclistes que finalitzà la cursa, recorrent 314,664 km, quedant a una sola volta del vencedor, Adolf Schmal.
Empatat amb dos ciclistes més, Keeping aconseguí la cinquena posició a la prova de velocitat, amb un temps de 27,0 segons.